# Cathédrale d'Acquapendente
La cathédrale d'Acquapendente est une église catholique romaine d'Acquapendente, en Italie. Il s'agit d'une cocathédrale du diocèse de Viterbe.